# Róża Toman
Róża Rozalia Toman po mężu Bednarek (ur. 9 sierpnia 1931 w Świętochłowicach) – polska lekkoatletka, specjalistka skoku wzwyż.

## Życiorys
Była mistrzynią Polski w skoku wzwyż w 1954, 1955 i 1956 oraz wicemistrzynią w 1951, 1953 i 1957. Zwyciężyła również w nieoficjalnych halowych mistrzostwach Polski w 1956.
W latach 1953–1957 startowała w dziewięciu meczach reprezentacji Polski, odnosząc dwa zwycięstwa indywidualne.
Rekord życiowy:
- skok wzwyż – 1,58 (7 lipca 1956, Poznań)

Była zawodniczką Budowlanych Chorzów i AKS Chorzów.